# Claudio Appiani
Claudio Appiani (Calvisano, 14 gennaio 1957) è un rugbista a 15 e allenatore di rugby a 15 italiano, di ruolo seconda linea.
Cresciuto nel club della sua città natale, disputa diverse stagioni nel Brescia, salvo poi tornare al Calvisano dove conclude la sua carriera.
Riveste anche il ruolo di allenatore nella stagione 1990-1991 sulla panchina del Giussago. 
In nazionale esordisce il 27 novembre 1976 nella vittoria contro la Spagna in Coppa FIRA 1976-1977, raccogliendo complessivamente 5 presenze.